# 河内ぞろ 喧嘩軍鶏
『河内ぞろ 喧嘩軍鶏』（かわちぞろ けんかしゃも）は、1964年12月6日に公開された舛田利雄監督のヤクザ映画。原作今東光の「河内もの」、河内ぞろシリーズ第2作。

## キャスト
- 宍戸錠 : 仁助
- 山内賢 : 永三
- 川地民夫 : 多度吉
- 南田洋子 : お沢
- 安田道代 : お芳
- 武藤章生 : 源次
- 笠置シヅ子 : ちよ
- 谷村昌彦 : 権三郎
- 山田吾一 : 末吉
- 神戸瓢介 : 三太
- 柳瀬志郎 : ストリップのマネジャー・新田
- 久里千春 : ストリッパー・ルミー
- 中村是好 : 中岡老人
- 武智豊子 : 魚屋のおばはん
- 野呂圭介 : くすぶりの辰
- 桑山正一 : 松戸仙之助
- 小高雄二 : ハジキの林蔵
- 浜村純 : 井上巡査
- 弓恵子 : ストリッパー・まゆみ
- 露口茂 : ペットの梅
- 佐野浅夫 : 皆川
- 殿山泰司 : 天台院の和尚

## スタッフ
- 監督 ：舛田利雄
- 脚本： 甲斐久尊 、舛田利雄
- 企画 ：高木雅行
- 音楽 ：伊部晴美
- 撮影 : 萩原憲治
- 編集 : 丹治睦夫